# Petrobunoides sharmai
Petrobunoides
 (juillet 2021).
Genre
Espèce
Petrobunoides sharmai, unique représentant du genre Petrobunoides, est une espèce fossile d'opilions laniatores de la famille des Epedanidae.

## Distribution
Cette espèce a été découverte dans de l'ambre de Birmanie. Elle date du Crétacé.

## Description
L'holotype mesure 2,54 mm.

## Étymologie
Cette espèce est nommée en l'honneur de Prashant P. Sharma.

## Publication originale
- Selden, Dunlop, Giribet, Zhang & Ren, 2016 : « The oldest armoured harvestman (Arachnida: Opiliones: Laniatores), from Upper Cretaceous Myanmar amber. » Cretaceous Research, vol. 65, p. 206–212.